# ヨハン3世 (バイエルン公)
ヨハン3世（ドイツ語：Johann III., 1374年? - 1425年1月6日）は、最後の下バイエルン＝シュトラウビング公。アルブレヒト1世の三男。ヴィルヘルム2世、アルブレヒト2世の弟。フランス名ジャン・ド・バヴィエール（Jean de Bavière）。

## 生涯
1389年にリエージュ司教君主に就いたが、強圧的なためリエージュ市民と対立した。1394年・1402年と反乱に遭い、1406年には市民から廃位を宣告、対立候補を選出され身の危険を感じ、1408年に兄ヴィルヘルム2世、義兄のブルゴーニュ公ジャン1世らの力を借りて鎮圧した。だが、反乱に参加した市民層や聖職者達を容赦無く処刑、都市の自治権や役職も剥奪・廃止するなど徹底的に弾圧したため、不穏な状態はその後も続いた。
1417年にヴィルヘルム2世が死去した時、姪のジャクリーヌがエノー、ホラント、ゼーラントを相続したことに反対、司教を辞任して下バイエルン＝シュトラウビング公となり、フック派（Hoeks）に対抗するタラ派（Kabeljauws）の支援を受けてネーデルラントを巡り戦争を始めた。翌1418年にルクセンブルク女公エリーザベトと結婚、同族のローマ王ジギスムントの後ろ盾を得てネーデルラントに進出する無怖公とも対立した。
ジャクリーヌとその夫ブラバント公ジャン4世との戦いを優位に進め、1419年にドルトレヒトの陥落を機にジャン4世の共同君主とすることを認めさせたが、1425年に毒殺され、子がなかったためシュトラウビング系は断絶した。
死後、甥のフィリップ3世（善良公）がヨハン3世の相続権を主張、イングランドに亡命し、1422年にジャン4世との結婚を解消してグロスター公ハンフリーと再婚したジャクリーヌとの戦争に勝ち、1432年にエノー、ホラント、ゼーラントを獲得した。シュトラウビングは1429年に同族のルートヴィヒ7世、ハインリヒ16世、エルンストがそれぞれ分割相続した。
画家ヤン・ファン・エイクを1422年から1424年まで一時的に宮廷画家として召抱えていたと考えられている。その後ファン・エイクはフランドルへ移り、善良公の宮廷画家となっている。